# Diplazoptilon cooperi
Diplazoptilon cooperi là một loài thực vật có hoa trong họ Cúc. Loài này được (J.Anthony) C.Shih mô tả khoa học đầu tiên năm 1983.